# Sven Joge
Sven F. Joge, född den 26 september 1909 i Hällestads församling i Östergötland, död den 1 september 1989 i Stockholm, var en svensk ekonom.

## Biografi
Joge var lantbrukarson. Han studerade vid Handelshögskolan i Stockholm och blev civilekonom 1933. Han var sedan anställd i Riksbanken 1934 – 38 och därefter vid Försäkringsbolaget AB Atlas 1938–1944. Han var kontorschef vid valutakontoret 1944–1946 och återkom sedan till Riksbanken där han blev bankdirektör 1957 och var vice riksbankschef 1958–1973.
Joge var ledamot av exportkreditnämnden 1953–1973. Han verkade också som rådgivare vid uppbyggnaden av penningväsendet i flera länder. Han var därtill en flitig deltagare i den ekonomiska samhällsdebatten.